# Église Saint-Sauveur de Prague
L’église Saint-Sauveur de Prague (en tchèque kostel Nejsvětějšího Salvátora) est une église de l’ancien collège jésuite de Prague, le Clementinum, construite dans le style baroque alors naissant à Prague. Les architectes Carlo Lurago et Francesco Caratti puis František Maxmilian Kaňka ont participé à sa construction. Sa façade principale donne sur la place des Croisés et se trouve dans le prolongement du pont Charles. Depuis février 1990, c’est l’église des étudiants de Prague (paroisse estudiantine). Monseigneur Tomáš Halík en est le prêtre depuis 2004.